# کاظم افرندنیا
کاظم افرندنیا (۴ بهمن ۱۳۲۴ – ۹ بهمن ۱۳۹۵) بازیگر ایرانی بود.

## زندگی
کاظم افرندنیا دوران دبستان را در شهرستان گلپایگان - دبستان امین - سپری کرد و از کودکی شیفته مثنوی مولوی بود و ابیات موسی و شبان را در مدرسه با صدای خوش می‌خواند. کاظم افرندنیا متولد نائین بود و در هنرستان هنرهای زیبا تحصیل کرد. وی بازیگری را در سال ۱۳۵۳ با بازی در فیلم «ناجورها» به کارگردانی سعید مُطلبی آغاز کرد و در بیش از صد فیلم و سریال، از جمله سردار جنگل و کفش‌های میرزا نوروز و کانی مانگا و سگ‌کشی، نقش بازی کرد. آخرین ایفای نقش وی در سریال معمای شاه بود. کاظم افرندنیا در گفتگویی گفته بود: «من ۵۰ سال در بازیگری بودم و الان به فراموشی سپرده شده‌ام. کار ما این شده که صندلی را جلوی در بگذاریم و منتظر باشیم تا فرشته مرگ ما را با خودش ببرد»

## درگذشت
کاظم افرندنیا در شب ۱ بهمن ۱۳۹۵، در منزلش دچار سردرد و سپس خونریزی و سکته مغزی شد و به بیمارستان منتقل شد. وی پس از سه عمل جراحی مغزی تا زمان مرگ در کما فرورفته بود. افرندنیا سرانجام در صبح روز شنبه ۹ بهمن ۱۳۹۵ پس از نه روز فرورفتن در کمای مغزی در سن ۷۱ سالگی درگذشت.  روز سه شنبه ۱۲ بهمن ۱۳۹۵ در قطعه هنرمندان بهشت زهرا دفن شد.

## کارنامهٔ هنری

### سینمایی
- جدایی (۱۳۹۴)
- بازنشسته‌ها (۱۳۹۱)
- دنیای پرامید (۱۳۹۱)
- راه بهشت (۱۳۹۰)
- گنجشک و قناری(۱۳۹۰)
- چگونه میلیاردر شدم (۱۳۸۹)
- خاک و آتش (۱۳۸۹)
- دلقک‌ها (۱۳۸۸)
- ماه‌وش (۱۳۸۶)
- چپ‌دست (۱۳۸۴)
- قلقلک (۱۳۸۴)
- زهر عسل (۱۳۸۱)
- شک (۱۳۸۰)
- سگ‌کشی (۱۳۷۹)
- شور عشق (۱۳۷۹)
- سحرگاه پیروزی (۱۳۷۸)
- شمارش معکوس (۱۳۷۶)
- روی خط مرگ (۱۳۷۵)
- تنگنا (۱۳۷۴)
- دام (۱۳۷۴)
- گارد ویژه (۱۳۷۴)
- مروارید سیاه (۱۳۷۳)
- منطقه ممنوع (۱۳۷۳)
- ضربه طوفان (۱۳۷۲)
- از بلور خون (۱۳۷۱)
- تابع قانون (۱۳۷۱)
- مردی در آینه (۱۳۷۱)
- عملیات کرکوک (۱۳۷۰)
- آخرین مهلت (۱۳۶۸)
- دو سرنوشت (۱۳۶۸)
- مرگ پلنگ (۱۳۶۸)
- آری چنین بود (۱۳۶۷)
- خبرچین (۱۳۶۶)
- کانی مانگا (۱۳۶۶)
- کمینگاه (۱۳۶۶)
- جدال در تاسوکی (۱۳۶۵)
- شبح کژدم (۱۳۶۵)
- تفنگ شکسته (۱۳۶۴)
- جدال (۱۳۶۴)
- کفش‌های میرزا نوروز (۱۳۶۴)
- پایگاه جهنمی (۱۳۶۳)
- پیراک (۱۳۶۳)
- مزدوران (۱۳۶۳)
- زخمه (۱۳۶۲)
- سردار جنگل (۱۳۶۲)
- میرزا کوچک‌خان (۱۳۶۲)
- سفیر (۱۳۶۱)
- افیون - تب مرگ (۱۳۶۰)
- بازرس ویژه (۱۳۶۰)
- عصیانگران (۱۳۶۰)
- از فریاد تا ترور (۱۳۵۹)
- مفسدین (۱۳۵۹)
- سرنوشت‌سازان (۱۳۵۷)
- تپه ۳۰۳ (۱۳۵۶) - نمایش داده نشد
- جمعه (۱۳۵۶)
- خان نایب (۱۳۵۶)
- سکوت بزرگ (۱۳۵۶)
- عشق و خشونت (۱۳۵۶)
- فریاد عشق (۱۳۵۶)
- کوچ (۱۳۵۶)
- بی‌نشان (۱۳۵۵)
- پسرک (۱۳۵۵)
- کلک نزن خوشگله (۱۳۵۵)
- پلنگ در شب (۱۳۵۴)
- فراشباشی (۱۳۵۴)

### تلویزیون
| سال پخش   | نام                          | کارگردان                    | توضیحات                                         |
| --------- | ---------------------------- | --------------------------- | ----------------------------------------------- |
| ۱۳۹۵–۱۳۹۶ | تله‌تئاتر «بلندی‌های زیر پا»   | محسن معینی                  | شبکه ۴                                          |
| ۱۳۹۴–۱۳۹۵ | معمای شاه                    | محمدرضا ورزی                | شبکه ۱                                          |
| ۱۳۹۴      | تله‌فیلم «جدایی»              | میلاد بنی‌تبار               | شبکه اصفهان                                     |
| ۱۳۹۴      | تله‌فیلم «گاهی می‌شود»         | هادی رحیمی خواص             | شبکه ۳                                          |
| ۱۳۹۲–۱۳۹۳ | ستایش ۲                      | سعید سلطانی                 |                                                 |
| ۱۳۹۲      | تله‌فیلم «به من نگاه کن»      | اکبر منصورفلاح              |                                                 |
| ۱۳۹۲      | سریال «پدرام و پدربزرگ۲»     |                             |                                                 |
| ۱۳۹۲      | تله‌فیلم «نان شب»             | هادی رحیمی خواص             |                                                 |
| ۱۳۹۲      | تله‌فیلم «سایه‌های روشن»       | رضا عباس‌پور                 |                                                 |
| ۱۳۹۲      | تله‌فیلم «خوش‌دست»             | اکبر منصورفلاح              |                                                 |
| ۱۳۹۰      | تله‌فیلم «مهمان ویژه»         | سیداسماعیل جلالی            |                                                 |
| ۱۳۹۰      | تله‌فیلم «طیب»                | قدرت‌الله بزرگی              |                                                 |
| ۱۳۸۹      | تله‌فیلم «فرجام»              | امیرحسین ندایی              |                                                 |
| ۱۳۸۹      | خانه بی‌پرنده                 | کاظم معصومی                 | شبکه تهران                                      |
| ۱۳۸۸–۱۳۸۹ | تله‌فیلم «چقدر وقت داری؟»     | منوچهر صفرخانی              |                                                 |
| ۱۳۸۸      | تله‌فیلم «برگ و باد»          | ایلیا منفرد                 | شبکه ۳                                          |
| ۱۳۸۸      | تله‌فیلم «سوء پیشینه»         | محسن آقاخان                 |                                                 |
| ۱۳۸۸      | تله‌فیلم «کابوس با نقاب رؤیا» | مجتبی بی‌طرفان               |                                                 |
| ۱۳۸۷      | مسافر زمان ۲                 | مسعود نوابی                 |                                                 |
| ۱۳۸۷–۱۳۸۶ | پاتوق مهمان                  | شاهین باباپور               | شبکه ۱                                          |
| ۱۳۸۶–۱۳۸۷ | تله‌فیلم «مزد عشق»            | محمود مقامی                 |                                                 |
| ۱۳۸۶      | تله‌فیلم «دربست تا بهشت»      | حسین تبریزی                 | شبکه ۲                                          |
| ۱۳۸۶      | خون‌بها                       | جواد مزدآبادی               | در محرم ۱۳۸۹ از شبکه ۱ پخش شد.                  |
| ۱۳۸۵      | من نه منم                    | بهروز خلجی                  | شبکه ۲                                          |
| ۱۳۸۵      | گلریزان                      | مسعود رشیدی                 | شبکه ۱                                          |
| ۱۳۸۲      | خانه‌ای در تاریکی             | سعید سلطانی                 | شبکه ۳                                          |
| ۱۳۸۳      | آهوی ماه نهم                 | مسعود نوابی                 | شبکه ۱                                          |
| ۱۳۸۱      | مدرک اصلی                    | مهدی صباغ‌زاده               | شبکه ۱                                          |
| ۱۳۸۰–۱۳۸۱ | تب                           | عباس مرادیان مصطفی پورحامدی |                                                 |
| ۱۳۸۰–۱۳۸۱ | خواب و بیدار                 | مهدی فخیم‌زاده               |                                                 |
| ۱۳۸۰      | ماجراهای سرابی               | اسماعیل میهن‌دوست            |                                                 |
| ۱۳۸۰      | نخل و تنهایی                 | بهروز طاهری                 | در رمضان ۱۳۸۰ از شبکه ۱ پخش شد.                 |
| ۱۳۷۹      | سفر باران                    | بهروز طاهری                 | در سال ۱۳۸۱ از شبکه ۱ پخش شد.                   |
| ۱۳۷۹      | ذبیح                         | عباس مرادیان مصطفی پورحامدی | محصول سیمای مرکز یزد                            |
| ۱۳۷۹      | شن‌های شاهد                   | بهروز طاهری                 | در ماه محرم ۱۳۷۹ از شبکه ۱ پخش شد.              |
| ۱۳۷۸      | سقوط                         | کریم آتشی                   | در دهه فجر ۷۸ از شبکه ۲ پخش می‌شد.               |
| ۱۳۷۸      | مثل باران                    | سیدمحسن موسویان             |                                                 |
| ۱۳۷۸      | بوی خاک                      | علی بیابانی                 | شبکه ۱                                          |
| ۱۳۷۷–۱۳۷۶ | عروسی ۷۷                     | مهرداد پوراحمد              | در نوروز ۱۳۷۷ از شبکه ۱ پخش شد.                 |
| ۱۳۷۵      | گل‌های آفتابگردان             | مسعود شاه‌محمدی              |                                                 |
| ۱۳۷۵      | مرداب                        | حسین کامران                 | شبکه ۱                                          |
| ۱۳۷۵      | برگ سبز                      | علی شوقیان                  | شبکه ۱                                          |
| ۱۳۷۵      | دلیران خلیج فارس             | مرتضی جعفری                 | شبکه ۱                                          |
| ۱۳۷۵–۱۳۷۴ | قصه شب سیما                  | مسعود فروتن                 | بازی در اپیزودهای «ضامن» و «بگو بابا»           |
| ۱۳۷۵–۱۳۷۴ | سوخته‌دلان                    | بهروز طاهری                 |                                                 |
| ۱۳۷۴      | عیاران                       | کاظم بلوچی                  |                                                 |
| ۱۳۷۴      | تازیانه بر باد               | اکبر صادقی                  |                                                 |
| ؟         | غم تنهایی                    | علی عسگری                   | اواسط دهه ۷۰، در برنامه «سیمای مدرسه» پخش می‌شد. |
| ۱۳۷۳      | باد مثل بادکنک               | محمدباقر خسروی              |                                                 |
| ۱۳۷۲      | میثاق خون                    | حسین مختاری                 | شبکه ۱                                          |
| ۱۳۷۲      | سرزمین من و نقابداران        | مرتضی جعفری                 | شبکه ۱                                          |
| ۱۳۷۲      | تاریخ روابط ایران و انگلیس   | مرتضی جعفری                 | شبکه ۱                                          |
| ۱۳۷۱      | خاله سارا                    | فرامرز باصری                |                                                 |
| ۱۳۷۰–۱۳۷۱ | تعطیلات نوروزی               | خسرو ملکان                  |                                                 |
| ۱۳۷۰      | جستجو                        | خسرو ملکان                  |                                                 |
| ۱۳۶۹      | هشت‌بهشت                      | اکبر خواجویی                |                                                 |
| ۱۳۶۷      | سپیده پیروزی                 | سعید روحی                   |                                                 |
| ۱۳۵۶–۱۳۵۷ | غارتگران                     | محمد متوسلانی               |                                                 |
| ۱۳۵۶      | در انتظار بهار               | منصور معتمد وزیری           | در نوروز ۱۳۵۷ از برنامه کودک و نوجوان پخش شد.   |
| ۱۳۵۶      | مورچه داره                   | بیژن فیّاد                   | کارگردان هنری: «رضا میرلوحی»                    |
| ۱۳۵۲–۱۳۵۰ | دلیران تنگستان               | همایون شهنواز               |                                                 |